# Robin Hood's Golden Prize
Robin Hood's Golden Prize, Roud 3990, är en av flera medeltida ballader om legenden Robin Hood.